# Thézac-perricard
Le thézac-perricard, appelé vin de pays de Thézac-Perricard jusqu'en 2009, est un vin français d'indication géographique protégée (le nouveau nom des vins de pays) de zone, il est produit dans le département de Lot-et-Garonne.

## Histoire

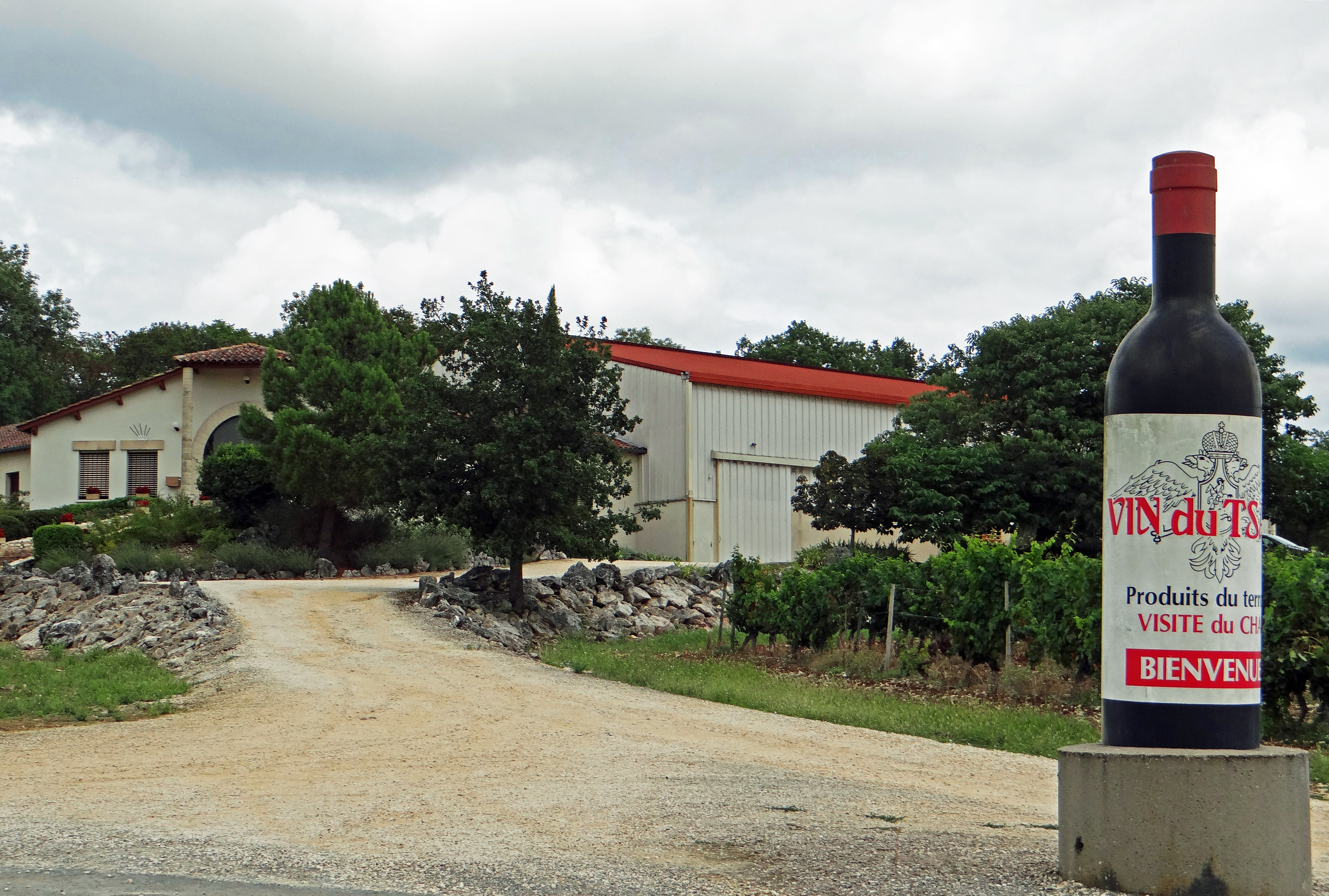
Cave du "Vin du Tsar" à Thézac

La légende raconte que le président Armand Fallières, grand défenseur des produits de sa région d'origine, fit découvrir au Tsar Nicolas II le vin de Thézac-Perricard. En effet, lors de sa mandature (1906 - 1913) le président Fallières rencontre à deux reprises le Tsar Nicolas II. Une fois le 27 Juillet 1908 lors d’une escale à Tallinn avec son cuirassé la Vérité. Puis une seconde fois le 31 Juillet 1909 où il offrit un dîner à bord de la Vérité au large de Cherbourg. 
Le menu existe mais hélas la liste des vins ne figure pas, la légende persiste.
Ce vin de pays a été reconnu par un décret de l'INAO daté du 14.04.1988 et paru au JORF du 16.04.1988.

## Situation géographique

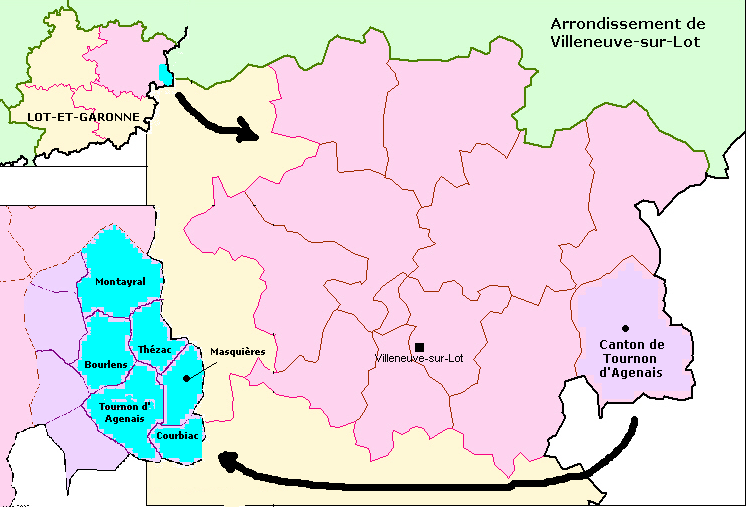
Carte de Thézac-Perricard

Le Décret

### Climat
Ce terroir viticole se situe dans la zone climatique océanique. Mais, il s'agit d'un climat océanique dégradé avec une amplitude thermique annuelle plus marquée et des précipitations moins abondantes que sur le littoral aquitain. Les étés sont cependant chauds et secs. Mais, à la différence du littoral, le printemps (surtout à sa fin) y est plus arrosé que l'hiver. Les vents dominants sont d'ouest sans être exclusifs.

## Vignoble

### Présentation
Pour avoir droit à la dénomination “ Vin de pays de Thézac-Perricard ”, les vins doivent être issus de vendanges récoltées sur le territoire des communes suivantes du département de Lot-et-Garonne : Thézac, Masquières, Tournon-d'Agenais, Bourlens, Courbiac et Montayral.

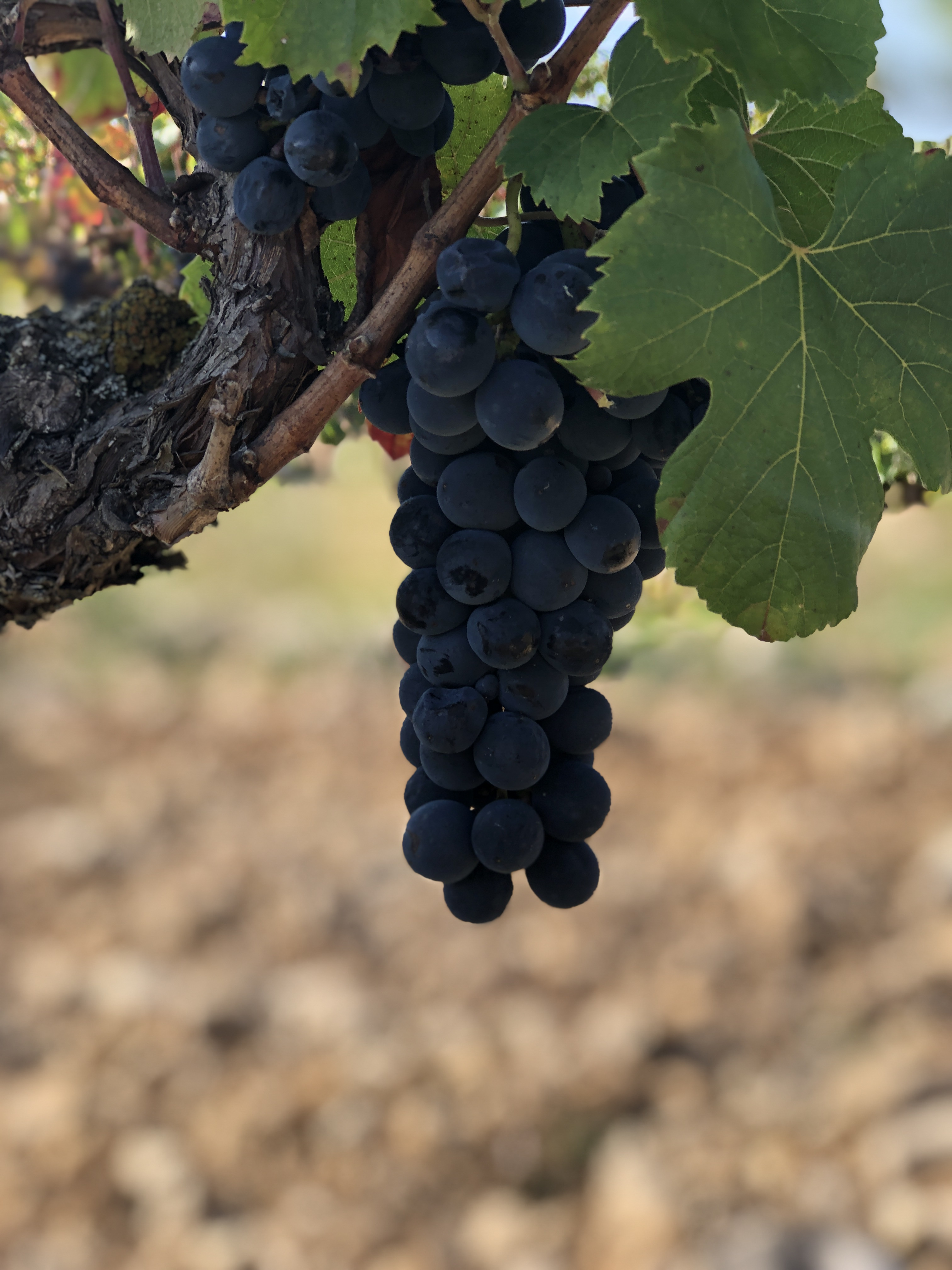
Grappe de Malbec - Domaine de Lancement

### Encépagement
Les cépages rouges sont le Côt, le Merlot, le Tannat, le Gamay, le Cabernet-Franc et le Cabernet-Sauvignon.
Les cépages blancs sont le Chardonnay, le Chenin, le Colombard , le Gros manseng, la Muscadelle, le Petit manseng, le Sauvignon blanc, le Sémillon, l'Ugni blanc et le Viognier.

### Méthodes culturales et réglementaires

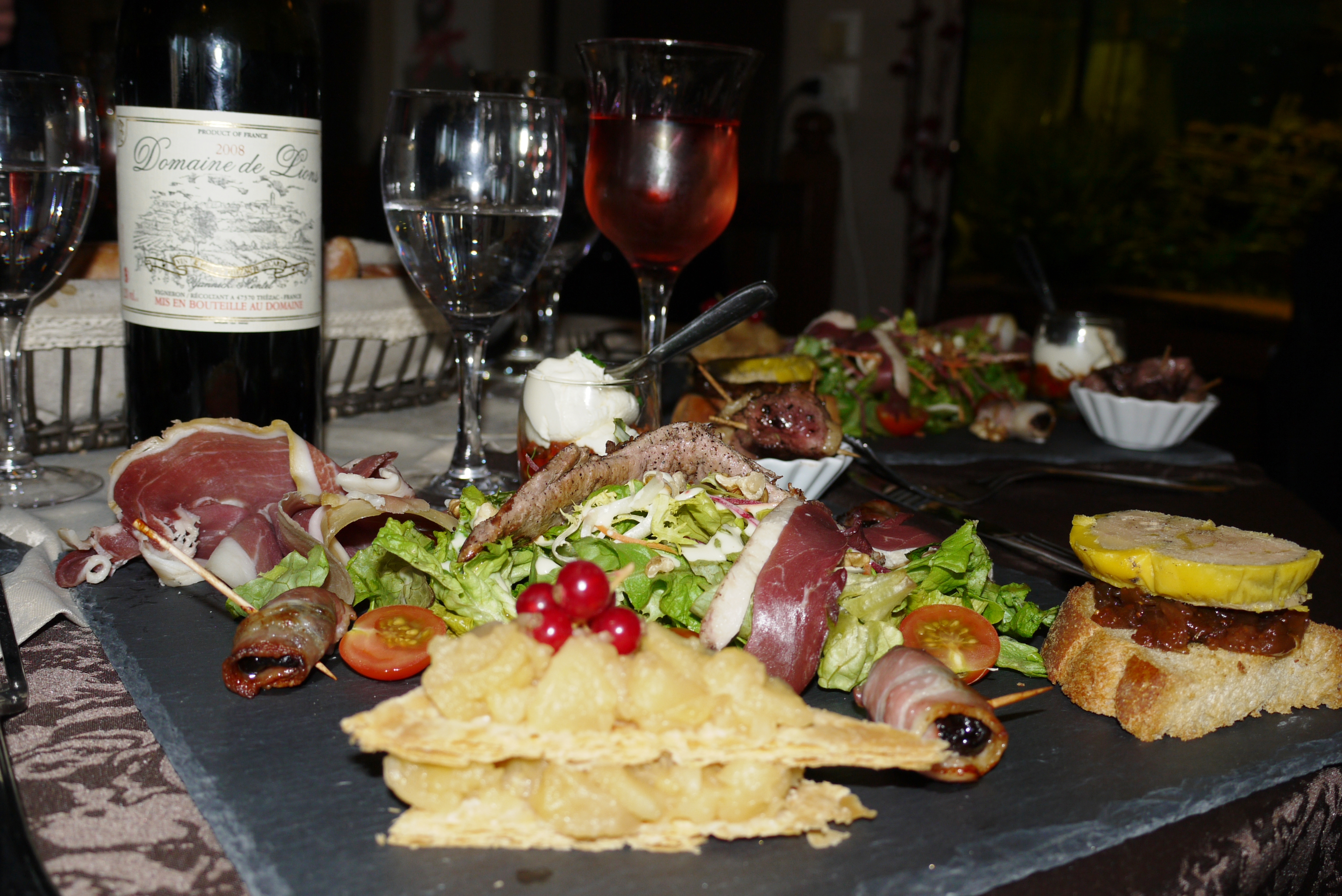
IGP Thézac-Péricard Domaine de Lions

Les vins de pays rouges et rosés sont produits dans la limite d’un rendement revendiqué à l’hectare de 80 hectolitres. Le rendement agronomique à l’hectare des superficies produisant ces vins ne peut dépasser 85 hectolitres. Pour avoir droit à la dénomination “ Vin de pays de Thézac-Perricard ”, les vins doivent présenter un titre alcoométrique volumique naturel minimum non inférieur à 9,5 p. 100.

### Type de vins et gastronomie

#### Types de vin
Il existe 5 labellisations différentes :
- Thézac-Perricard blanc[5]
- Thézac-Perricard rosé[6]
- Thézac-Perricard rouge[7]
- Thézac-Perricard primeur ou nouveau rouge[8]
- Thézac-Perricard surmûri blanc[9]

## Producteurs
Depuis 2006 l’IGP Thézac-Perricard compte environ 70 hectares, ainsi répartis : 
- La Cave des vins du Tsar, cave coopérative regroupant 7 producteurs (50 hectares) ;
- Le Domaine de Lions, vigneron indépendant (15 hectares) ;
- Le Domaine de Lancement, vigneronne indépendante, agriculture biologique (8 hectares).